# Könsord
Könsord är ord av slangkaraktär som syftar på könsorgan, vanligen av grövre karaktär, på svenska exempelvis kuk, fitta och mutta. Könsord används ofta som skällsord eller svordom. I bland annat Sverige under 1900-talet har könsord av många ansetts som "fulare" än "vanliga" svordomar. Könsord är också vanligt som klotter på offentliga toaletter, till exempel på skolor, restauranger och  sportanläggningar. Dock används könsorden idag allt oftare i såväl massmedia som i litteraturen och därvid inte bara i den enklare litteraturen. Språkforskaren Karin Milles har i sin bok Kung Karl och kärleksgrottan undersökt hur könsorden speglar stereotypa könsroller och där kvinnans könsorgan beskrivs eufemistiskt medan mannens organ ofta beskrivs i maktmetaforer.